# Academia de Música y Teatro de Estonia
La Academia de Música y Teatro de Estonia (en estonio: Eesti Muusika- ja Teatriakadeemia) se inició en la forma de un coro mixto del departamento de la Sociedad Musical  Estonia en la víspera de la Primera Guerra Mundial. La asamblea de la Sociedad Estonia creó la Escuela de Música Superior Tallin el 17 de noviembre de 1918. La ceremonia de apertura tuvo lugar el 28 de septiembre de 1919. En 1923 la institución educativa pasó a llamarse el Conservatorio de Tallin. En 1938 se abrió la Escuela de Arte Dramático del Estado. En 1993, la escuela pasó a llamarse la "Academia de Música de Estonia". En 1995, La Facultad de Teatro pasó a denominarse Escuela de Teatro Superior.